# Пастораль (мультфильм)
«Пастораль» (белор. Пастараль) — короткометражный мультфильм, выпущенный в 1998 году киностудией Беларусьфильм.

## Сюжет
Ироничный мультфильм про идиллическую жизнь сельских алкашей. Раннее утро. Проснувшись с бодуна, мужик ловит червя и идёт на рыбалку с собакой и котом. Наживляет червяка и отправляет под воду… Клёва нет и не будет, а будут дружки с выпивкой, пьяный трактор, ужасы под водой и червяк, которому все надоели…

## Съёмочная группа
| Режиссёр-постановщик | Игорь Волчек |
| Автор сценария       | Игорь Волчек Александр Зайцев |
| Оператор-постановщик | Юрий Мильтнер |
| Художник-постановщик | Марина Карпова |
| Звукорежиссёр        | Сергей Чупров |
| Композитор           | Андрей Леденёв |
| Аниматор             | Т. Яцына, Михаил Тумеля, Игорь Волчек, Александр Ленкин, Татьяна Житковская, Ирина Кодюкова, М. Карпова, В. Рыбина                                |
| Художник-живописец   | Е. Пилипович |
| Ассистент художника  | А. Руднева |
| Ассистент режиссёра  | Г. Поночевная |
| Художник             | Т. Евменова, Наталия Костюченко, Татьяна Житковская, Н. Зиновьева, П. Подобед, А. Руднева, С. Акимова, С. Басалкевич, Г. Поночевная, И. Лозовская |
| Цветоустановщик      | Т. Мрихина |
| Монтаж               | Н. Волчек |
| Редактор             | Дмитрий Якутович |
| Директор             | Леонарда Зубенко |

## Награды
- 1998 — Национальный кинофестиваль белорусских фильмов в Бресте: приз «Хрустальный аист»